# Hieracium calcaricola
Hieracium calcaricola es una especie de planta con flor del género Hieracium, de la familia Asteraceae, orden Asterales.

## Distribución
Hieracium calcaricola se distribuye por Inglaterra y Gales.

## Taxonomía
Fue descrita científicamente por (F. Hanb.) Roffey. Fue publicada en H.C.Watson, London Cat. Brit. Pl., ed. 11: 29 (1925).